# Lucha Libre AAA Worldwide
Antonio Peña Promotions, S.A de CV, särskilt företagsnamn: Lucha Libre AAA Worldwide (i vardagligt tal känt som AAA eller Triple A; en förkortning av det tidigare namnet Asistencia Asesoría y Administración) är ett mexikanskt fribrottningsförbund inom den mexikanska stilen lucha libre, grundat 1992 av Antonio Peña och med huvudkvarter i Mexico City, Mexiko.
AAA grundades av Antonio Peña år 1992. Peña hade tidigare varit en professionell fribrottare och efter sin pension blev Peña bokare för Consejo Mundial de Lucha Libre (CMLL). Efter oenighet med de övriga nyckelpersonerna inom CMLL, bland annat ägaren Paco Alonso angående förbundets framtid och kreativa riktning så valde Peña att lämna CMLL och starta sitt eget förbund. 
Organisationen har hållit ett stort antal pay-per-views genom åren och har haft åtskilliga TV-kontrakt främst i Mexiko men även i flera andra latinamerikanska länder som Honduras och Argentina. Förutom att presentera fribrottning i Mexiko har man även hållit event i USA, Japan, Honduras, Guatemala och Colombia.
Utöver den att använda den vanliga fyrkantiga har AAA gjort sig kända för och populariserat användandet av en hexagonal fribrottningsring. AAA har även varit kända för deras bisarra karaktärer, främst under 90-talet och tidigt 2000-tal samt ett prominent användande av lättviktsbrottare som stora stjärnor i förbundet, vilket tidigare var mycket ovanligt. 
Genom åren har AAA haft samarbetsavtal med många nordamerikanska och internationella förbund som World Wrestling Entertainment (WWE) och World Championship Wrestling (WCW) på slutet av 90-talet och början av 2000-talet. År 2020 har man samarbetsavtal med All Elite Wrestling och Impact Wrestling (de andra och tredje största förbunden i USA), Major League Wrestling samt  International Wrestling Revolution Group (det tredje största förbundet i Mexiko) och de nystartade Monterrey-baserade förbunden KAOZ och Pro Wrestling Mexico. Man har även ett partneravtal med det populära japanska förbundet Pro Wrestling Noah.

## Aktiva fribrottare
Det här är en lista över de aktiva fribrottarna i Lucha Libre AAA senast uppdaterad 21 juni 2020. Många fribrottare har överenskommelser med AAA att förbundet inte har ensamrätt till deras arbete och därför är de fria att brottas var de vill utöver i AAA. Många fribrottare gör även engångsframträdanden men om de inte deltar i flera events så finns de ej med på listan. AAA har partneravtal med Pro Wrestling Noah i Japan samt de nordamerikanska förbunden All Elite Wrestling, Impact Wrestling och Major League Wrestling. Fribrottarna i dessa förbund kan periodvis komma att synas även i AAA, men finns inte med på listan om de inte uttalat har en överenskommelse med AAA eller innehar någon titel. 

### Män
| Scennamn                  | Riktigt namn                  | Notiser | Bild |
| ------------------------- | ----------------------------- | --- | ---- |
| Abismo Negro Jr.          | Miguel Ángel Lugo Torres      | Frilansare, går under namnet Eterno utanför AAA.                                                                 |      |
| Aero Star                 | Okänt                         | |      |
| Aramís                    | Okänt                         | Frilansare |      |
| Arez                      | Jonathan González             | Frilansare |      |
| Argenis                   | Okänt                         | |      |
| Australian Suicide        | Broderick Shepherd            | [ 8 ] |      |
| Averno                    | Renato Ruíz Cortes            | |      |
| Baby Extreme              | Okänt                         | Frilansare Också känd som Demonio del Aire                                                                       |      |
| Arkangel Divino           | Okänt                         | Frilansare |      |
| La Bestia del Ring        | Arturo Sánches Muñoz          | Frilansare |      |
| Black Taurus              | Okänt                         | Frilansare, använder både namnet Taurus och Black Taurus                                                         |      |
| Blue Demon Jr.            | Luis Rabadan Jr.              | |      |
| Carta Brava Jr.           | Sergio Marca                  | En del av gruppen Poder del Norte                                                                                |      |
| Chessman                  | Kevin Citlali Zamora          | |      |
| Cinta de Oro              | Jorge Arias                   | Tidigare Sin Cara i WWE                                                                                          |      |
| Daga                      | Miguel Ángel Olivo            | AAA Latin American Champion Också under kontrakt med Impact Wrestling                                            |      |
| Dave the Clown            | Okänt                         | |      |
| Demus 3:16                | José Luis Florencio Ramos     | |      |
| Dragón Bane               | Okänt                         | Frilansare |      |
| Drago                     | Víctor Soto Flores            | Tidigare känd som Gato Everready                                                                                 |      |
| Drastik Boy               | Okänt                         | Frilansare |      |
| Dr. Wagner Jr.            | Juan Manuel González Barrón   | |      |
| Eclipse Jr.               | Okänt                         | Tidigare känd som Eclipse Vengador Jr., innan dess Lanzeloth                                                     |      |
| Fénix                     | Okänt                         | Frilansare Under kontrakt med All Elite Wrestling Innehar AAA World Tag Team Championship med Pentagón Jr.       |      |
| Halcón 78 Jr.             | Okänt                         | |      |
| El Hijo de Dr. Wagner Jr. | Okänt                         | Utlånad till Pro Wrestling NOAH i Japan för upplärning.                                                          |      |
| El Hijo de L.A. Park      | Okänt                         | Frilansare |      |
| El Hijo del Vikingo       | Emmanuel Roman Morales        | Innehar AAA World Trios Championship med Myzteziz Jr. och Octagón Jr.                                            |      |
| Iron Kid                  | Okänt                         | Frilansare |      |
| Joe Líder                 | José Álvarez                  | |      |
| Karis La Momia Jr.        | Okänt                         | |      |
| Kenny Omega               | Tyson Smith                   | Innehar AAA Mega Championship Exekutiv vice president för All Elite Wrestling                                    |      |
| Komander                  | Okänt                         | Frilansare, också under kontrakt med KAOZ.                                                                       |      |
| Kratoz                    | Okänt                         | |      |
| L.A. Park                 | Adolfo Tapia Ibarra           | Frilansare |      |
| L.A. Park Jr.             | Okänt                         | Frilansare |      |
| Laredo Kid                | Okänt                         | Innehar AAA World Cruiserweight Championship                                                                     |      |
| Látigo                    | Okänt                         | Frilansare |      |
| Low Rider                 | Pedro Ortega                  | Frilansare |      |
| Mamba                     | Federico Vera                 | |      |
| Máximo                    | José Alvarado Ruiz            | |      |
| Mocho Cota Jr.            | Alejandro Cota                | En del av gruppen Poder del Norte                                                                                |      |
| Monster Clown             | Rafael Ramírez                | |      |
| Mr. Iguana                | Okänt                         | Frilansare |      |
| Murder Clown              | Okänt                         | |      |
| Myzteziz Jr.              | Okänt                         | Tidigare känd som Angelikal. Innehar AAA World Trios Championship med El Hijo del Vikingo och Octagón Jr..       |      |
| Nicho el Millonario       | Dionisio Castellanos Torres   | |      |
| Niño Hamburguesa          | Ivan Flores                   | |      |
| Octagón Jr.               | Okänt                         | Tidigare känd som Golden Magic Innehar AAA World Trios Championship med El Hijo del Vikingo och Myzteziz Jr.     |      |
| La Parka Negra            | Okänt                         | Tidigare känd som Ángel Mortal Jr.                                                                               |      |
| Pagano                    | José Julio Pacheco Hernández  | |      |
| Pentagón Jr.              | Okänt                         | Frilansare, under kontrakt med All Elite Wrestling Innehar AAA World Tag Team Championship tillsammans med Fénix |      |
| Pimpinela Escarlata       | Mario González Lozano         | |      |
| Prometeo                  | Okänt                         | |      |
| Psycho Clown              | Okänt                         | |      |
| Puma King                 | Okänt                         | |      |
| Raptor                    | Okänt                         | Tidigare känd som Atomic Boy                                                                                     |      |
| Rey Escorpión             | Fabian Núñez Napoles          | |      |
| Rey Horus                 | Okänt                         | Frilansare Tidigare känd som El Hijo del Rey Misterio                                                            |      |
| Rush El Toro Blanco       | William Arturo Muñoz González | |      |
| Súper Fly                 | Erick Aguilar Muñoz           | |      |
| Tito Santana              | Ignacio Patiño                | Tidigare känd som Soul Rocker                                                                                    |      |
| Texano Jr.                | Juan Aguilar Leos             | |      |
| Toxin                     | Okänt                         | Frilansare |      |
| Ultimo Maldito            | Okänt                         | Frilansare Också känd under namnet Kahoz                                                                         |      |
| Villano III Jr.           | Okänt                         | Innehar AAA World Mixed Tag Team Championship med Lady Maravilla                                                 |      |

### Kvinnor
| Scennamn       | Riktigt namn              | Notiser                                                                      | Bild |
| -------------- | ------------------------- | ---------------------------------------------------------------------------- | ---- |
| Big Mami       | Alejandra Montés Luna     |                                                                              |      |
| Chik Tormenta  | Cristina Azpeitia Ramírez | Frilansare                                                                   |      |
| Faby Apache    | Fabiola Balbuena Torres   |                                                                              |      |
| Hades          | Okänt                     | Också känd som Hahastary                                                     |      |
| Keyra          | Okänt                     |                                                                              |      |
| La Hiedra      | Okänt                     |                                                                              |      |
| Lady Maravilla | Okänt                     | Innehar AAA World Mixed Tag Team Championship med Villano III Jr.            |      |
| Lady Shani     | Okänt                     |                                                                              |      |
| Sussy Love     | Azucena Bautista Armas    |                                                                              |      |
| Taya Valkyrie  | Kira Renee Forster        | Också kontrakt med Impact Wrestling Innehar AAA Reina de Reinas Championship |      |
| Vanilla        | Jenyvalice Vargas Torres  | Också känd som Vanilla Vargas                                                |      |
| Zuzu Divine    | Azucena Ángeles Flores    |                                                                              |      |

### Mini-Estrellas
| Scennamn          | Riktigt namn | Noter                                                      | Bild |
| ----------------- | ------------ | ---------------------------------------------------------- | ---- |
| Dinastía          | Okänt        |                                                            |      |
| Drago Kid         | Okänt        | Gick tidigare under namnet Astrolux                        |      |
| La Parkita        | Okänt        | Gick tidigare under namnet Concord                         |      |
| La Parkita Negra  | Okänt        | Tidigare känd under namnet Pardux                          |      |
| Mascarita Sagrada | Okänt        | Tidigare känd som Mascarita Dorada i CMLL och Torito i WWE |      |
| Mini Psycho Clown | Okänt        |                                                            |      |
| Octagoncito       | Okänt        | Tidigare känd under namnet Dragón Solar                    |      |